# Nédon
Nédon település Franciaországban, Pas-de-Calais megyében. Lakosainak száma 156 fő (2022. január 1.). Nédon Auchy-au-Bois, Amettes, Bailleul-lès-Pernes, Fiefs, Nédonchel és Sachin községekkel határos.

## Népesség
A település népességének változása:
| Lakosok száma | 169  | 159  | 157  | 153  | 151  | 150  | 152  | 154  | 156  |
|               | 2013 | 2015 | 2016 | 2017 | 2018 | 2019 | 2020 | 2021 | 2022 |